# إدي فالينزويلا
إدي فالينزويلا (بالإسبانية: Eddie Valenzuela)‏ (مواليد 22 ديسمبر 1982) هو ملاكم غواتيمالي، مثّل بلاده في الألعاب الأولمبية الصيفية 2008.

## روابط خارجية
إدي فالينزويلا على موقع أوليمبيديا (الإنجليزية)